# Amidinotransferasi
La EC 2.1.4 è una sotto-sottoclasse della classificazione EC relativa agli enzimi, detta delle amidinotransferasi. Si tratta di una sottoclasse delle transferasi che include enzimi che trasferiscono gruppi ad un atomo di carbonio.

## Enzimi appartenenti alla sotto-sottoclasse
| numero EC  | nome accettato                                 |
| ---------- | ---------------------------------------------- |
| EC 2.1.4.1 | glicina amidinotransferasi                     |
| EC 2.1.4.2 | scillo-inosammina-4-fosfato amidinotransferasi |